# Малком (Небраска)
Малком (енгл. Malcolm) град је у америчкој савезној држави Небраска.

## Демографија
По попису из 2010. године број становника је 382, што је 31 (-7,5%) становника мање него 2000. године.
| Група             | 2000.       | 2010.       |
| Белци             | 406 (98,3%) | 371 (97,1%) |
| Афроамериканци    | 0 (0,0%)    | 4 (1,0%)    |
| Азијати           | 4 (1,0%)    | 0 (0,0%)    |
| Хиспаноамериканци | 2 (0,5%)    | 1 (0,3%)    |
| Укупно            | 413         | 382         |